# Java Portlet Specification
A Java Portlet Specification definiálja a portlet konténer és a portletek közötti szerződést és egy kényelmes programozási modellt nyújt a Java portlet fejlesztők számára.
A portletek webportálokba építhető UI-komponensek, melyek a portál konténerben futnak.
Egy webportál általában több portletet is tartalmaz, a leggyakrabban alkalmazottak a következők: e-mail kliens, időjárás-előrejelzés, hírek. Egy portlet a felépítéséből adódóan könnyen testre szabható, a felhasználó által átrendezhető, módosítható.A különböző gyártók által elkészített portletek száma rohamos növekedésnek indult, ami komoly nehézséget okozott a webportálok üzemeltetőinek és felhasználóinak egyaránt, hiszen a különböző gyártók különféle interfészeket alkalmaztak. E problémák megoldására született először a JSR (Java Specification Request) 168, a Portlet specifikáció, amely lehetővé teszi a különböző portletek együttműködését, összehangolását. Ezt több változat követte: a 2.0 és legújabban 3.0.

## 1.0-s verzió - JSR 168
A JSR 168 a portletet Java alapú komponensenként definiálja, amely egy megjelenítési réteget ad az információs rendszereknek.
A JSR 168 céljai a következők:
- futtató környezet definiálása azaz a portlet konténer
- a portlet és a portletkonténer közötti API definiálása
- tranziens és perzisztens adatok tárolása portletek számára
- szervletek és JSP beágyazásának lehetősége portletekbe
- portlet csomagok definiálása
- lehetőség bináris portletek hordozhatóságára, JSR 169 portletek esetén

A számítástechnikai iparág többnyire elfogadta a JSR 168-at. Többek között a következő vállalatok tagjai a JSR 168 csoportnak: Apache, ATG, Boeing, Fujitsu, IBM, Novell és Oracle.

## 2.0-s verzió - JSR 286
A portlet specifikáció újabb változata a 2.0-s (JSR-286), több képességgel is felruházza a portleteket. Ilyen például az IPC (inter-portlet-communication), ami a portletek közti kommunikációt teszi lehetővé üzenetekkel és nyilvános render paraméterekkel. Akár két külön portlet konténer között is lehetséges a kommunikáció. Dinamikusan generált erőforrások (serveResource), valamint dinamikusan generált Axaj és JSON adatok kiszolgálását is lehetővé teszi. Itt vezették be a portletfiltereket és a listenereket is.

## 3.0-s verzió - JSR 362
A portlet specifikáció harmadik változatának készítése 2013 elején kezdődött meg, és a következőket tartalmazza:.
- A JEE 7 Specifikációhoz való igazítás
- Specifikálja, hogy az erőforrások oszthatók meg egymás között
- Javított támogatás mobil eszközökhöz
- Javított kliens-oldali támogatás
- Optimalizált támogatás a Java Server Faces-hez
- Web Socket támogatás hozzáadása
- Porteltek igazítása az OpenSocial sztenderdhez
- A portlet eseménykezelő képességeinek kiterjesztése
- A WSRP specifikáció jövőbeli verzióihoz való igazítás
- További kiterjesztések, javítások és pontosítások a JSR 286-hoz

## A portlet életciklusa
Egy szabványos JSR 168 portlet életciklusa:
- inicializálás
- kérések kiszolgálása
- megszüntetés

## Portlet interfész
Minden portletnek implementálnia kell a java.portlet.Portlet interfészt, vagy öröklődnie kell egy ilyen osztályból. Egy portlet interfész a következő metódusokból áll:
- init(PortletConfig config): portlet inicializálása, csak egyszer hívódik meg
- processAction(ActionRequest request, ActionResponse response): egy felhasználói kérést továbbít a portlet felé
- render(RenderRequest request, RenderResponse response): egy adott kérés végrehajtása
- destroy(): portlet megszüntetése, erőforrásainak felszabadítása

## Megjelenítési módok
A JSR 168 a következő 3 megjelenítési módot definiálja:
- VIEW: a portlet jelenlegi állapotának megfelelő megjelenés
- EDIT: a felhasználó módosíthatja a megjelenését
- HELP: javaslatot tesz a felhasználónak a portlet használatához

Azonban ezek kiterjeszthetőek.

## Ablak állapotok
- NORMAL: a portlet más portletekkel osztozik az adott oldalon
- MINIMIZED: a portlet nem vagy csak kevés információt jelenít meg
- MAXIMIZED: a portlet az egyedüli megjelenített portlet az adott oldalon

## Hello World portlet
```
import
 
java.io.PrintWriter
;

import
 
java.io.IOException
;

import
 
javax.portlet.GenericPortlet
;

import
 
javax.portlet.RenderRequest
;

import
 
javax.portlet.RenderResponse
;

import
 
javax.portlet.PortletException
;

public
 
class
 
HelloWorldPortlet
 
extends
 
GenericPortlet
 
{

  
/**

   * A portlet a következő szöveget jeleníti meg: "Hello, World"

   */

  
public
 
void
 
render
(
RenderRequest
 
request
,
 
RenderResponse
 
response
)

    
throws
 
PortletException
,
 
IOException

  
{

    
PrintWriter
 
out
 
=
 
response
.
getWriter
();

    
out
.
println
(
"Hello, World"
);

  
}

}

```

## Hello World portlet leíró
```
<?xml version="1.0" encoding="UTF-8"?>

<portlet-app
 
xmlns=
"http://java.sun.com/xml/ns/portlet/portlet-app_1_0.xsd"

             
xmlns:xsi=
"http://www.w3.org/2001/XMLSchema-instance"
 

             
xsi:schemaLocation=
"http://java.sun.com/xml/ns/portlet/portlet-app_1_0.xsd"
+

                                
"http://java.sun.com/xml/ns/portlet/portlet-app_1_0.xsd"

             
version=
"1.0"
>

   
<portlet>

      
<portlet-name>
HelloWorldPortlet
</portlet-name>

      
<portlet-class>
org.jboss.portlet.hello.HelloWorldPortlet
</portlet-class>

      
<supports>

         
<mime-type>
text/html
</mime-type>

         
<portlet-mode>
VIEW
</portlet-mode>

      
</supports>

      
<portlet-info>

         
<title>
HelloWorld
 
Portlet
</title>

      
</portlet-info>

   
</portlet>

</portlet-app>

```

## Megvalósítások
Referencia implementáció:
- Apache Pluto a JSR168 referencia implementációja

Kereskedelmi implementációk a főbb java szállítóktól:
- Oracle Portal
- IBM Websphere Portal
- JBoss Portal
- Open TextCorporation portal implementáció

Nyílt forráskódú implementációk:
- Apache Jetspeed-2 Enterprise Portal
- eXo Platform
- GateIn Portal
- uPortal
- Liferay Portal